# Porto Moniz
Porto Moniz egy mintegy 2500 lakosú kisváros Madeira északi partján; az északi part legnyugatibb települése, az azonos nevű járás székhelye.
A város előtt több kis szirt, illetve szigetecske emelkedik ki a tengerből:
- Porto e Cais
- Ilhéu Mole
- Penedia

## Közlekedés

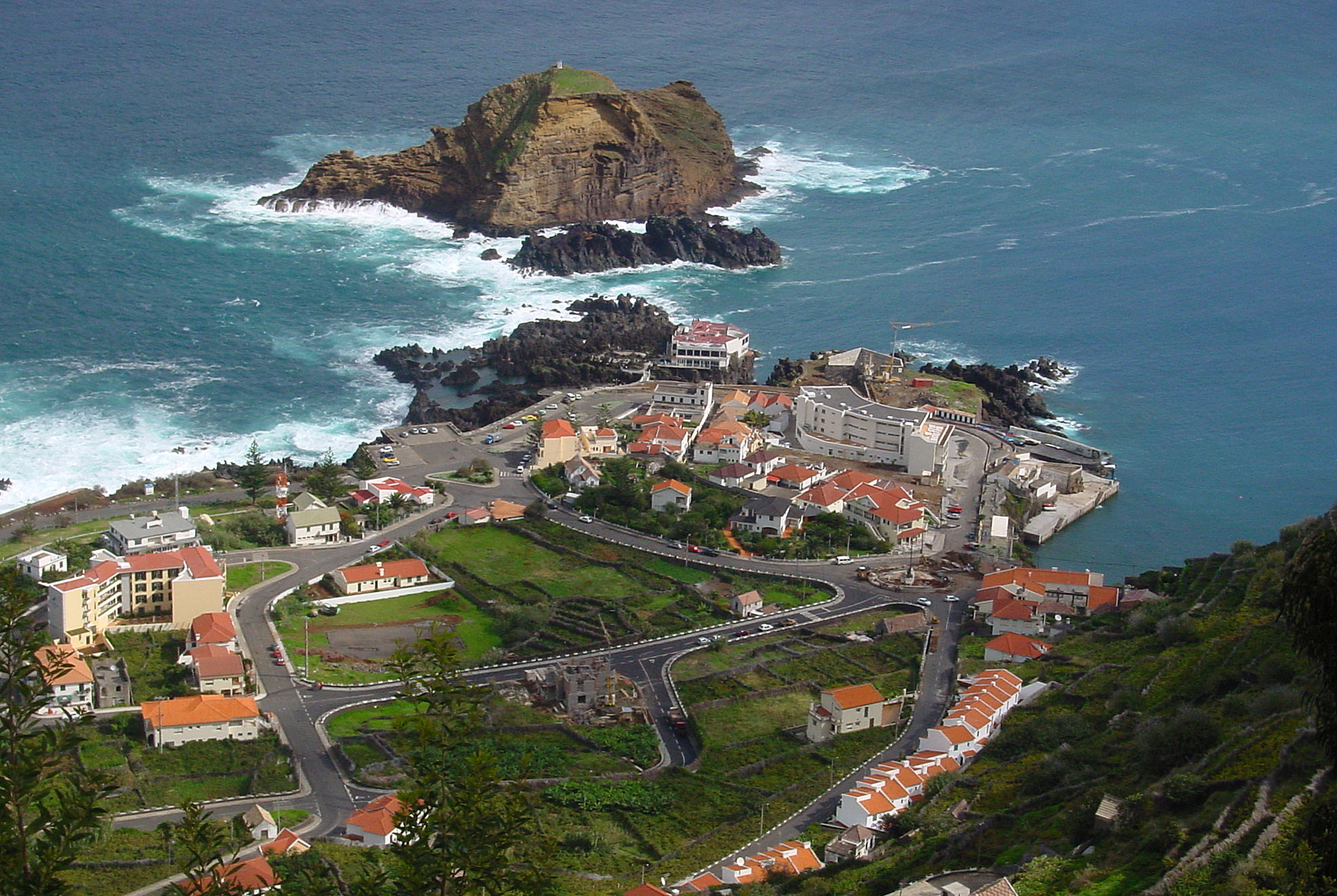
A városközpont és Ilhéu Mole szigete a meteorológiai megfigyelő állomással

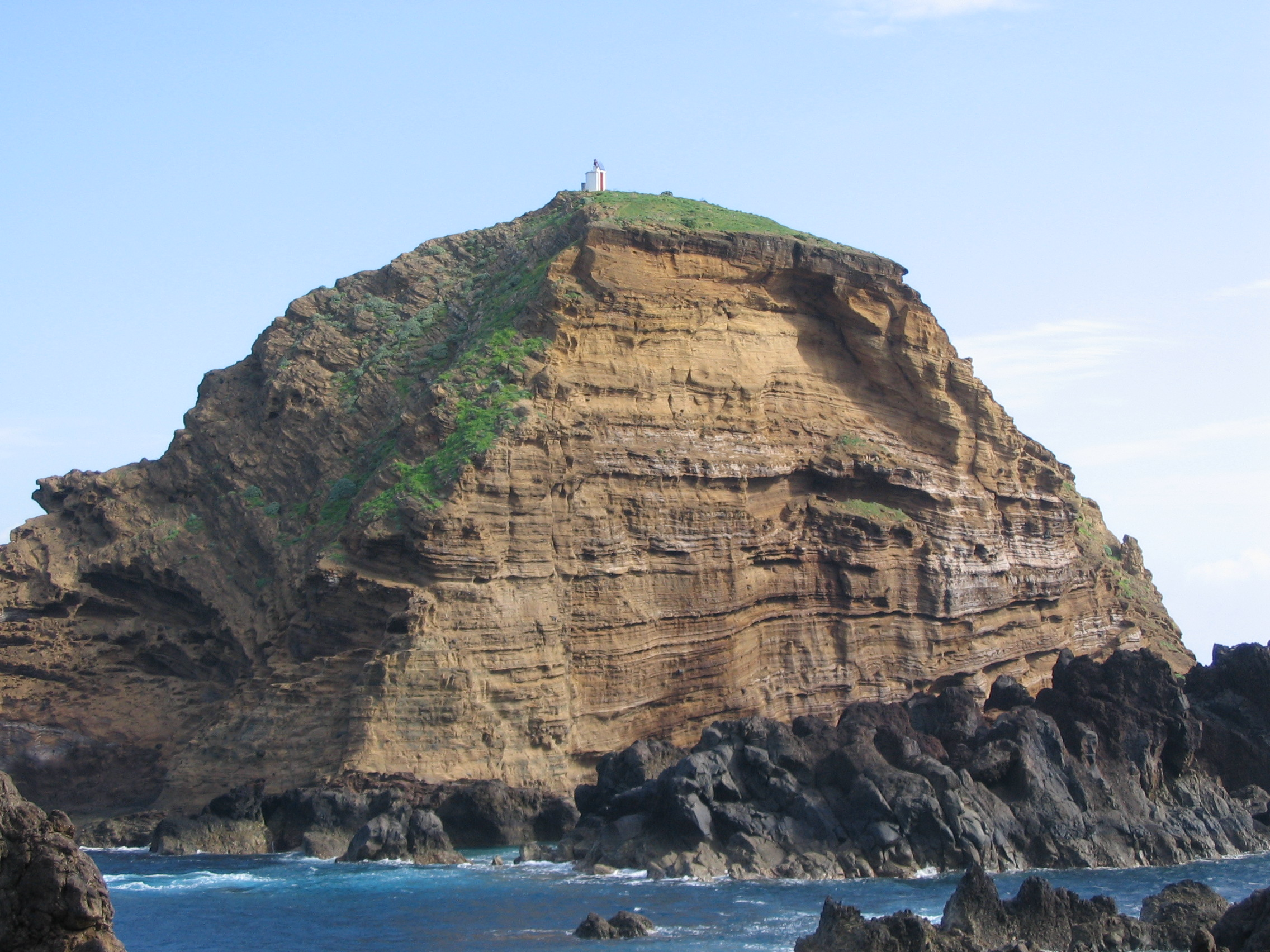
Ilhéu Mole finomréteges bazalttufája

Az 1960-as évekig csak a tengerről lehetett megközelíteni; akkor építették meg a várost Ribeira da Janelán és Seixalon át São Vicentével összekötő tengerparti utat. Miután Portugália belépett az EU-ba, ezt az utat jelentős uniós támogatással korszerű, nagy szakaszokon alagútban vezetett úttal váltották ki: az ER 101 jelű út körbevezet a sziget partvidékén. A régi közút mára nagyobb szakaszokon használhatatlan; Seixal közelében egy alagútban vezetett szakasza 2009 januárjában omlott össze.
Porto Moniz és Achadas da Cruz között csatlakozik az ER 101-be a Boca Encumeada hágó felől Paúl da Serra fennsíkján átvezető, ugyancsak uniós pénzekből épített ER 110 út.
Jelentősen felújították a kikötőt, ami mellett helikopter-leszállópályát és parti sétányt építettek ki.

## Története

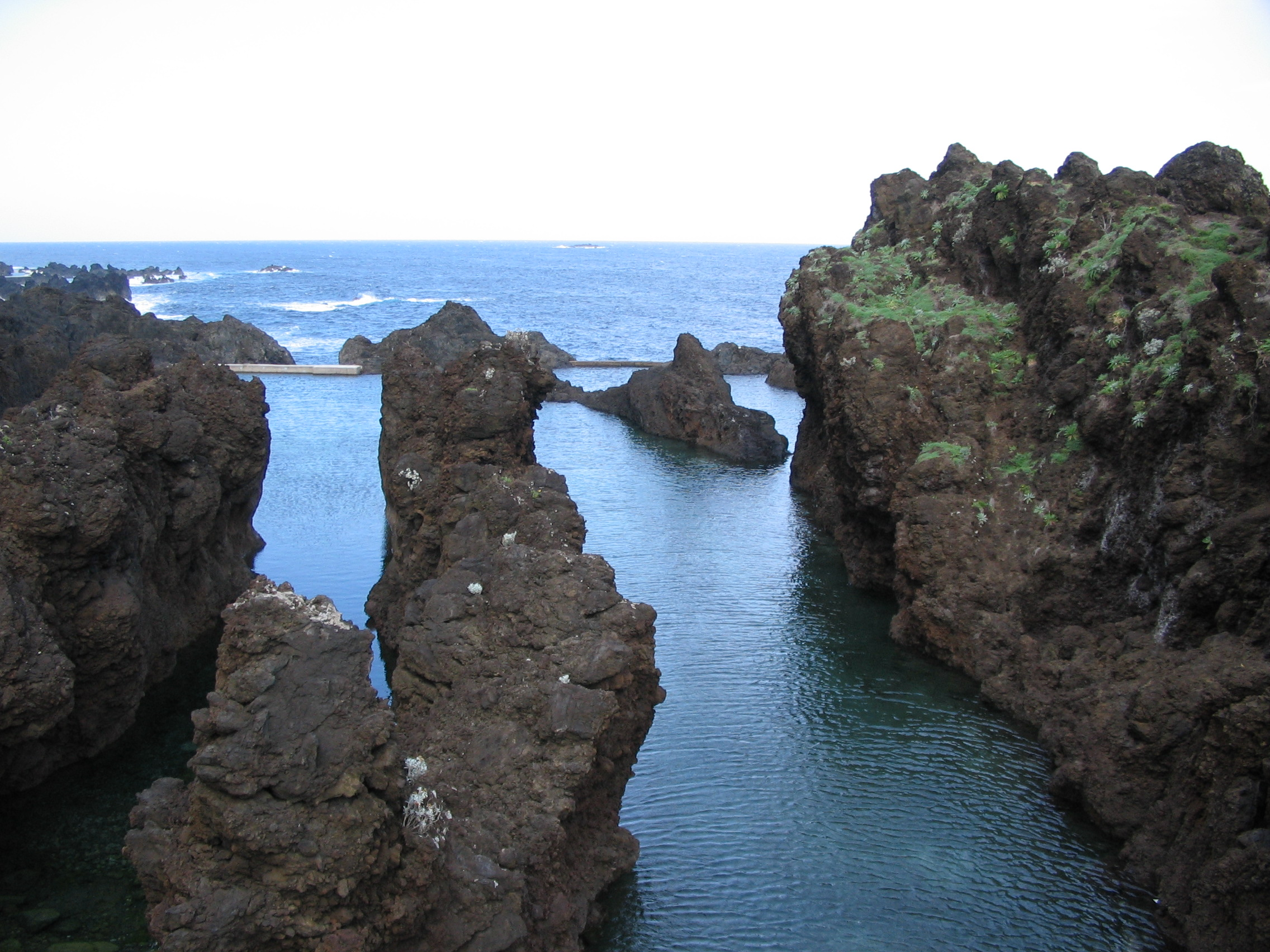
A lávamedencék – szabadstrand

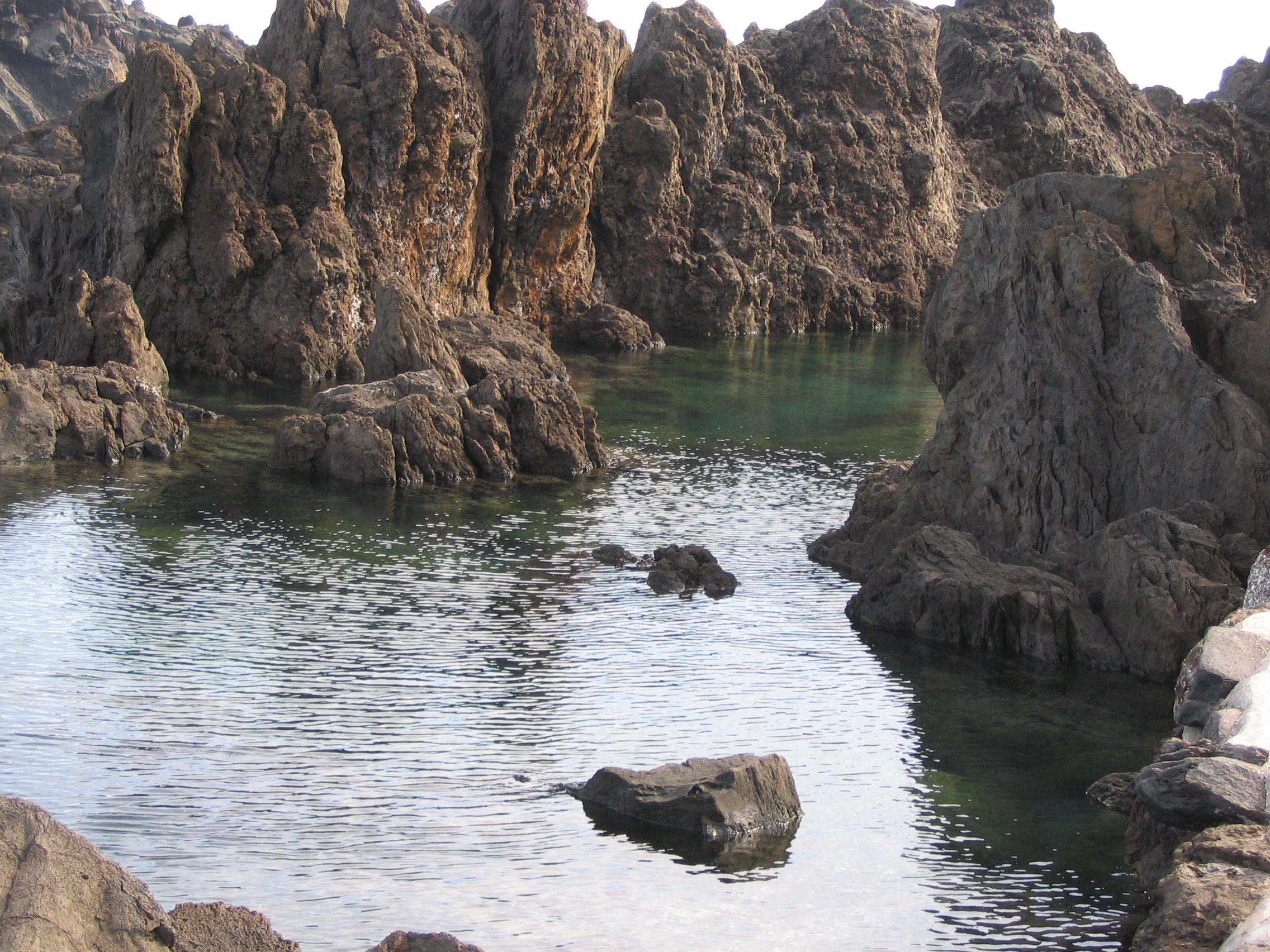
A lávamedencék a hullámverés szokásos szintjét jelző színlővel

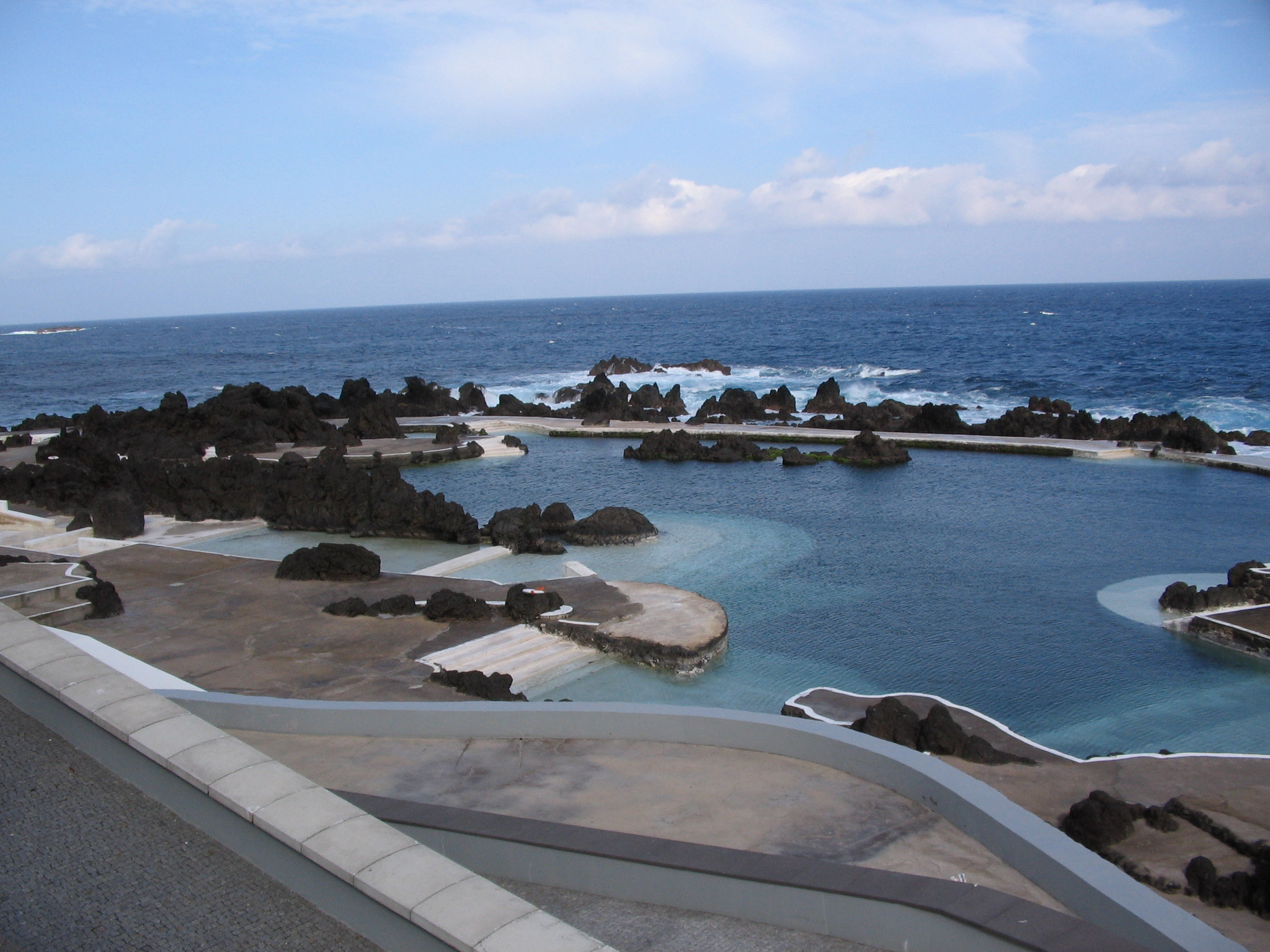
A lávamedencék – kiépítve

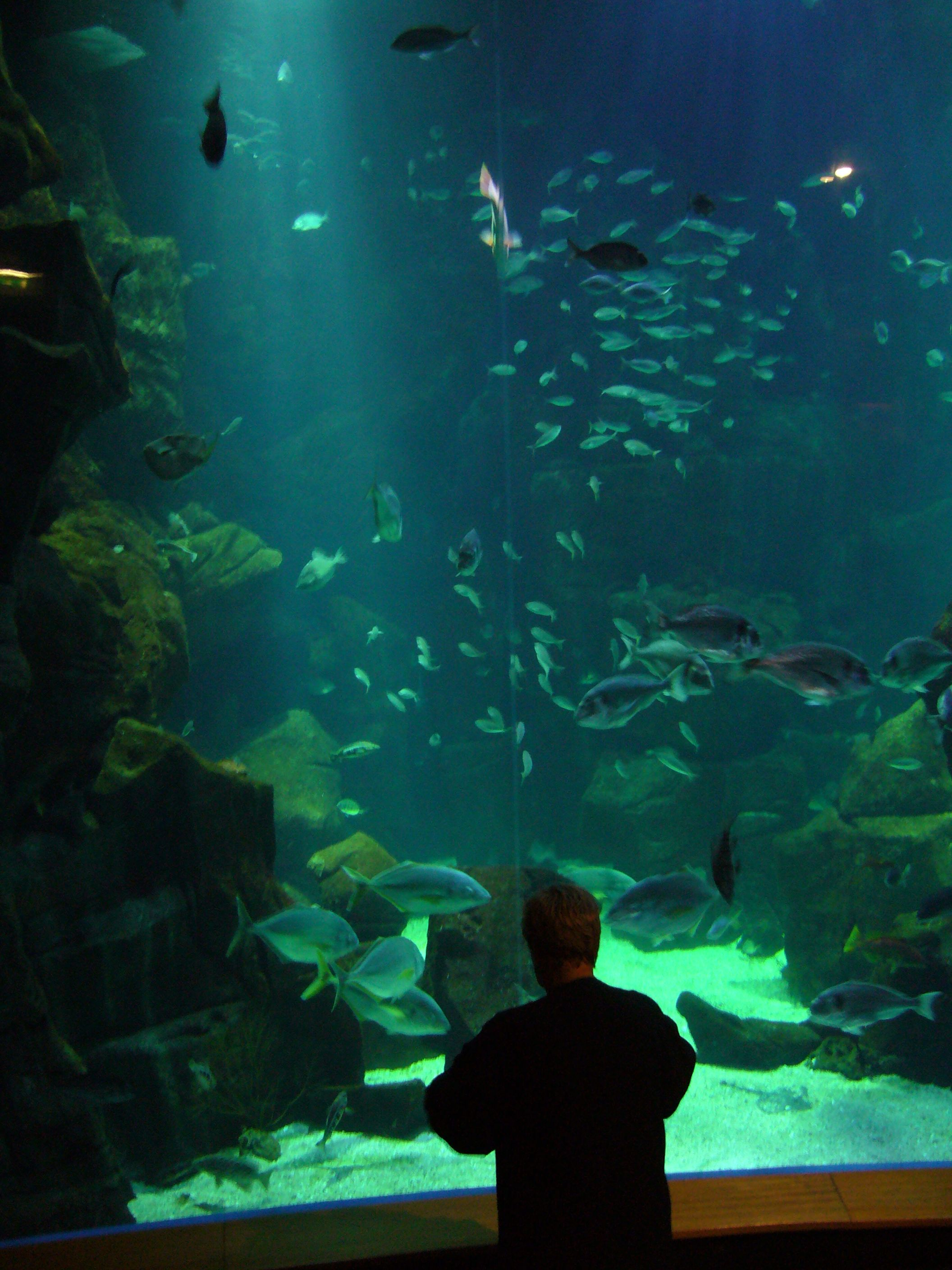
Tengeri akvárium a Tudományok Múzeumában

1533-ban érkezett ide Algarvéból a városka névadója, Francisco Moniz, akit a király az itteni területek kormányzójává nevezett ki, és azonmód el is kezdte a hely benépesítését.
A 19. századig bálnavadász- és kereskedelmi (átrakó) kikötő volt, amit a São Baptista erőd védett a kalózok támadásaitól. A mezőgazdaság jelentősége a város életében alárendelt volt, és máig sem túl jelentős: eleinte valamicske szőlőt termesztettek errefelé, manapság Porto Moniz Madeira legjelentősebb krumplitermesztő körzete.

## Látnivalók
- A városka leghíresebb látnivalói a tengerparti lávamedencék. Ezeket nagyrészt a hullámverés mosta ki a bazaltból, majd részben felújították őket: egy részük fizetős, más részük szabadstrandként használható. A medencéket dagály idején a felcsapó hullámok töltik fel vízzel.
- A romos erődöt helyreállították, és ebben rendezték be a Madeira partvidékének 11 élőhelytípusát bemutató kiállítást (Aquario da Madeira). Az akváriumokban több mint 70 állatfaj képviselői láthatók.
- Templomok, kápolnák
  - A Nossa Senhora do Conceição templom eredetijét a 17. században emelték, hogy felváltsák vele a tengerparton, 1574-ben épített kápolnát, amit még Francisco Moniz alapított. A templom a Lira téren (Praça Lira) áll; naponta 9–17 óra között látogatható.
  - Mária Magdaléna-templom (Santa Maria Madalena) a városon kívül, a Porto Monizból  Calheta felé vezető 101. út mellett épült. Naponta 9–15 óra között látogatható.
  - Szent Péter-kápolna (a várostól mintegy 5 km-re, a 101. út mellett). Naponta 9–15 óra között látogatható.
- A parti sétány mellett álló Tudományok Múzeuma (Centro de Ciễnca Viva) első interaktív kiállítását 2005-ben nyitották meg.
- A település központja fölé magasodó kilátótoronyból nevezetes panoráma nyílik. Panorámás kilátópontok:
  - Miradouro da Fajã de Barro
  - Miradouro da Borda – Dovecotes
  - Pico (Mountain Peak)
  - Miradouro do Pico
  - Miradouro da Borda
  - Miradouro da Santa (az Achada da Cruz felé vezető út szerpentinjének kanyarjában)
  - Miradouro da Pedra Mole
- Parkok:
  - Santa Garden
  - Lamaceiros Garden
- Tengerszem: Lagoa dos Lamaceiros
- A városból indul a sziget egyik legszebb, csaknem végig babérlombú erdőben vezető turistaútja a Levada da Centra da Ribeira da Janela levada mentén.
- A sziget egyik nagy ünnepsége a minden júliusban megrendezett Feria de Porto Moniz mezőgazdasági vásár.

## Gasztronómia
A helybéli ételkülönlegességek:
- Sopa de Couve (káposztaleves)
- Sopa de Inhame (jamgyökérleves)
- Semilas Murchas do Sal (krumpliból készült helyi specialitás)
- "tenger gyümölcsei" rizottó (kagyló, csiga)
- Perchil (?)
- Bolo de Lar (sütemény)
- Bolo de Mel (mézes sütemény)

## Településrészei
- Ladeira,
- Pedra Mole,
- Levada Grande,
- Lamaceiros,
- Junqueira,
- Ribeirinho,
- Fazenda,
- Santa Maria Madalena,
- Pombais.